# مانی‌دیپین
مانی‌دیپین (انگلیسی: Manidipine) یک مسدودکننده کانال کلسیم (نوع دی هیدروپیریدین) است که از نظر بالینی به عنوان یک ضد فشار خون به کار می‌رود.